# Vidalasia fusca
Vidalasia fusca là một loài thực vật có hoa trong họ Thiến thảo. Loài này được (Craib) Tirveng. miêu tả khoa học đầu tiên năm 1998.